# Дрейфгагель

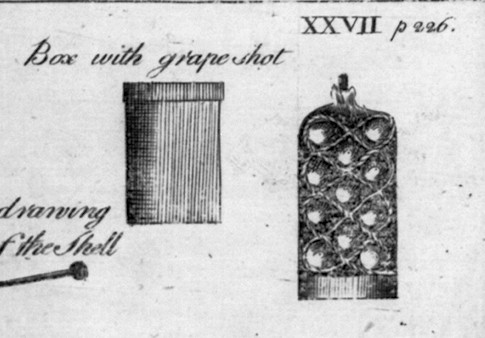
Ескіз великої картечі часів американської революції для артилерійських установок.

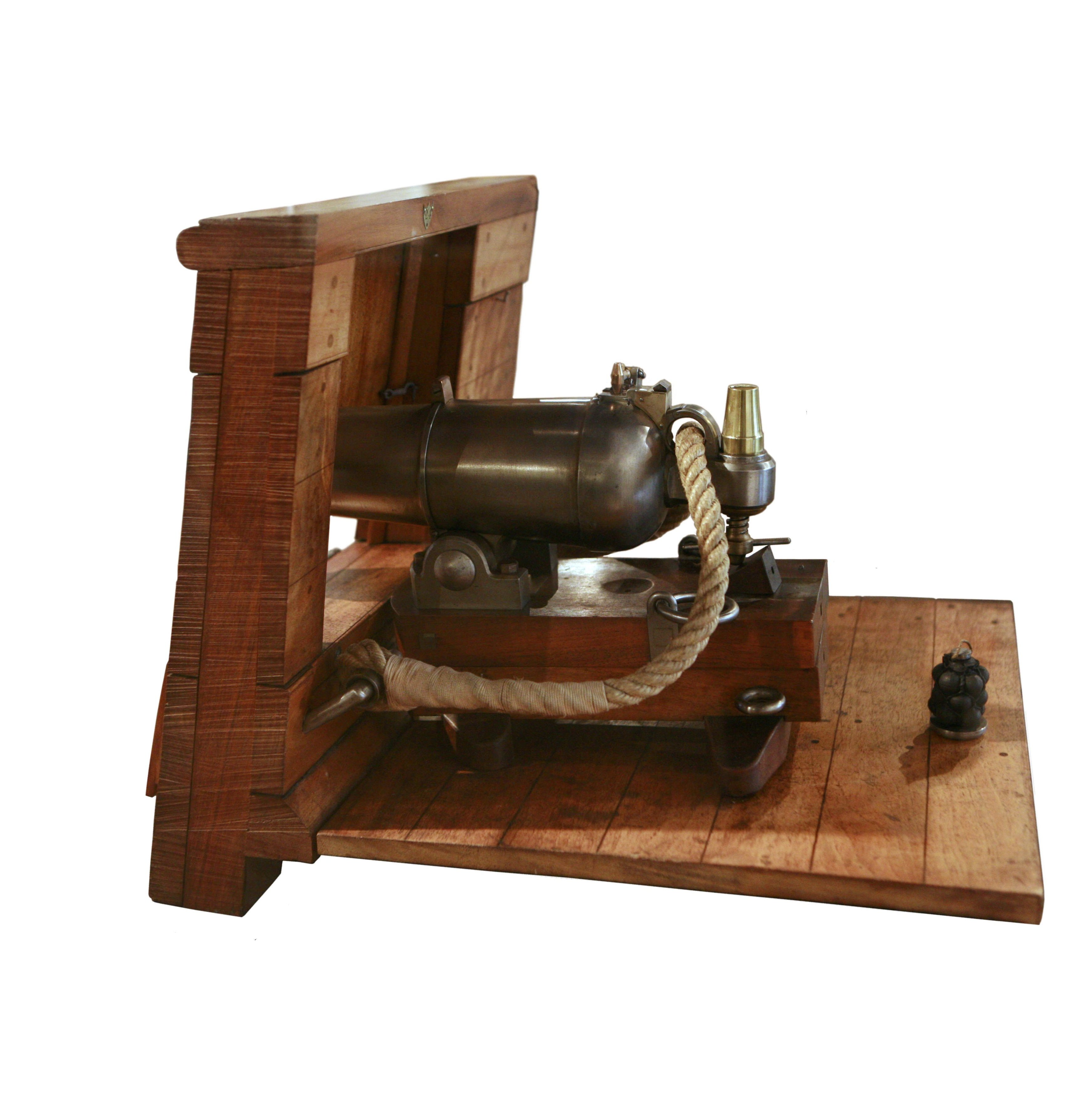
Модель карронади з великою картеччю

Дрейфгагель (можливо, від нід. druif — «гроно» і hagel — «град, картеч») — різновид картечного заряду, який складається з багатьох металевих кульок або шматків металу, упакованих у мішок з тканини і схожий на виноградне гроно. Їх використовували у морській та сухопутній артилерії. Коли кульки поєднані докупи, вони схожі на виноградне гроно, звідки і походить англійська назва grapeshot. Після пострілу кулі розсіювалися після виходу з дула, що схоже на постріл з великого дробовика.
Картеч була дуже ефективною при стрільбі по скупченнях піхоти на близькій відстані. Її використовували для швидкого знищення штурмуючих піхотинців. При стрільбі на дальні відстані в гарматах використовували ядра, а коли піхота підходила на близьку відстань артилеристи використовували велику картеч. У морських битвах, велику картеч використовували з двома цілями. По-перше, картеч використовували для зачищення палуб ворожих кораблів. Проте, ефективність зменшувалася через те, що велика частина екіпажів перебувала під палубами, крім того гамаки, у яких спали матроси і які закріпляли на день по бортах суден, уповільнювали або зовсім зупиняли дрібну картеч. По-друге, кульки були досить великими, щоб розривати такелаж, руйнувати рангоут та завдавати ушкодження вітрилам.
Картеч, також відомий як оболонковий постріл, запаковувалася до олов'яного або латунного контейнера, який спрямовувався дерев'яним піддоном. Картеч не повинна була пробивати дерев'яні борти корабля, тому її елементи були маленькими та чисельними. Пізніші шрапнельні снаряди були схожими, але мали більший радіус дії.
Scattershot (буквально — «розсіяний постріл») — імпровізована форма картечного заряду, який містить ланцюгові ланки, цвяхи, шматки скла, каміння або інші схожі об'єкти, які можна використати як метальні снаряди. Крім того такі снаряди дешеві у виробництві, вони менш ефективні, ніж велика картеч через різну вагу наповнення, форму, матеріали та кінцеву балістику.

## Бойове використання
Велику картеч ефективно використовували у різних бойових конфліктах:
- Гуситські війни: Велику картеч використовували у гарматах та ручницях (píšťala).
- Відомий пірат Варфоломій Робертс (відомий як «Чорний Барт») загинув саме через постріл великої картечі з HMS Swallow 10 лютого 1722.
- Битва при Каллодені (1746): Якобіти під приводом Карла Едварда Стюарта проти британських сил на чолі з герцогом Камберлендським
- Битва на Полях Авраама (1759): Маркіз Луї-Жозеф де Монкам був смертельно поранений у черевну порожнину великою картеччю.
- Казимир Пуласький був поранений, а пізніше помер, від рани, яку завдала велика картеч при осаді Саванни під час війни за незалежність США.
- Битва при Гілфорд Корт-Хаус (1781): Корнволліс наказ зробити два постріли картеччю в середину бою де билися британці та бійці Континентальної армії.
- Вандемьєрскій заколот: Наполеон, коли ще був бригадним генералом наприкінці французької революції, використав картеч щоб розігнати роялістів на вулицях Парижу 5 жовтня 1795.
- Під час Гаїтянської революції, картеч використовували французькі війська проти вікторіанських військ Туссен Лувертюра.
- Під час Ірландського повстання (1798), велику картеч широко використовували британські сили проти ірландців, особливо при боях у Нью-Россі, Арклоу, Сейнтфілда та Вінегар-Гілл. У битві при Вінегар-Гілл, при використанні картечі британцями загинули сотні повстанців.
- Бородінська битва (1812): Кутузов (Росія) проти Наполена Бонапарта (Франція)
- Британський командуючий сер Едвард Пакенгам був смертельно поранений великою картеччю під час битви під Новим Орлеаном.
- Битва при Ватерлоо (1815): Генрі Вільям Енглсі був поранений у ногу французькою картеччю.
- У романі Віктора Гюго Знедолені, велику картеч використовували проти повсталих на барикадах 1832 у Парижі.
- Під час битви при Буена-Віста (Американо-мексиканська війна) у 1847, генерал Закарі Тейлор ефективно використовував подвійні заряди великої картечі для боротьби з мексиканською армією Санта Анни. Його відомий наказ «подвойте постріли з гармат і підправте їх до пекла» став гаслом його майбутньої президентської кампанії.
- Битва під Геттісбургом: Під час громадянської війни у США у 1863, сили Союзу ефективно використовували картеч проти наступу Конфедератів, яка отримала назву атака Пікетта,.
- Битва при Калауао: Джон Кендрік випадково загинув коли британський корабель Шакал салютував з тринадцяти гармат; одна з гармат була заряджена картеччю.
- Війна за незалежність США: Американці не мали ресурсів для створення звичайних зарядів великої картечі, тому у ствол заряджали будь-які металеві шматки; така стрільба отримала назву спонтанний постріл.
- Артилеристи Джетта Томаса успішно використали заряди великої картечі для захисту від бійців Кріків у битві при Калабі-Крік.

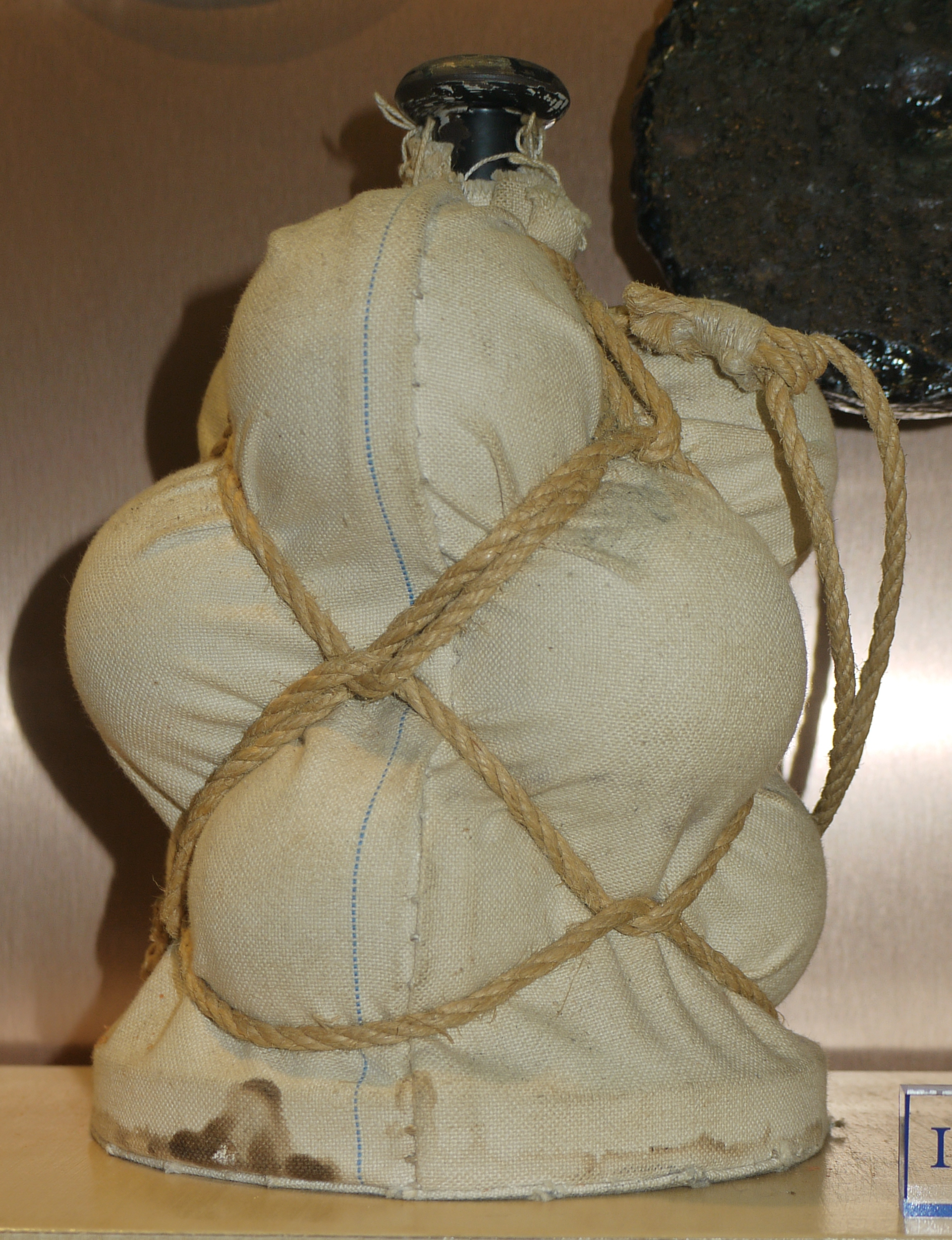
Приклад спорядження великої картечі
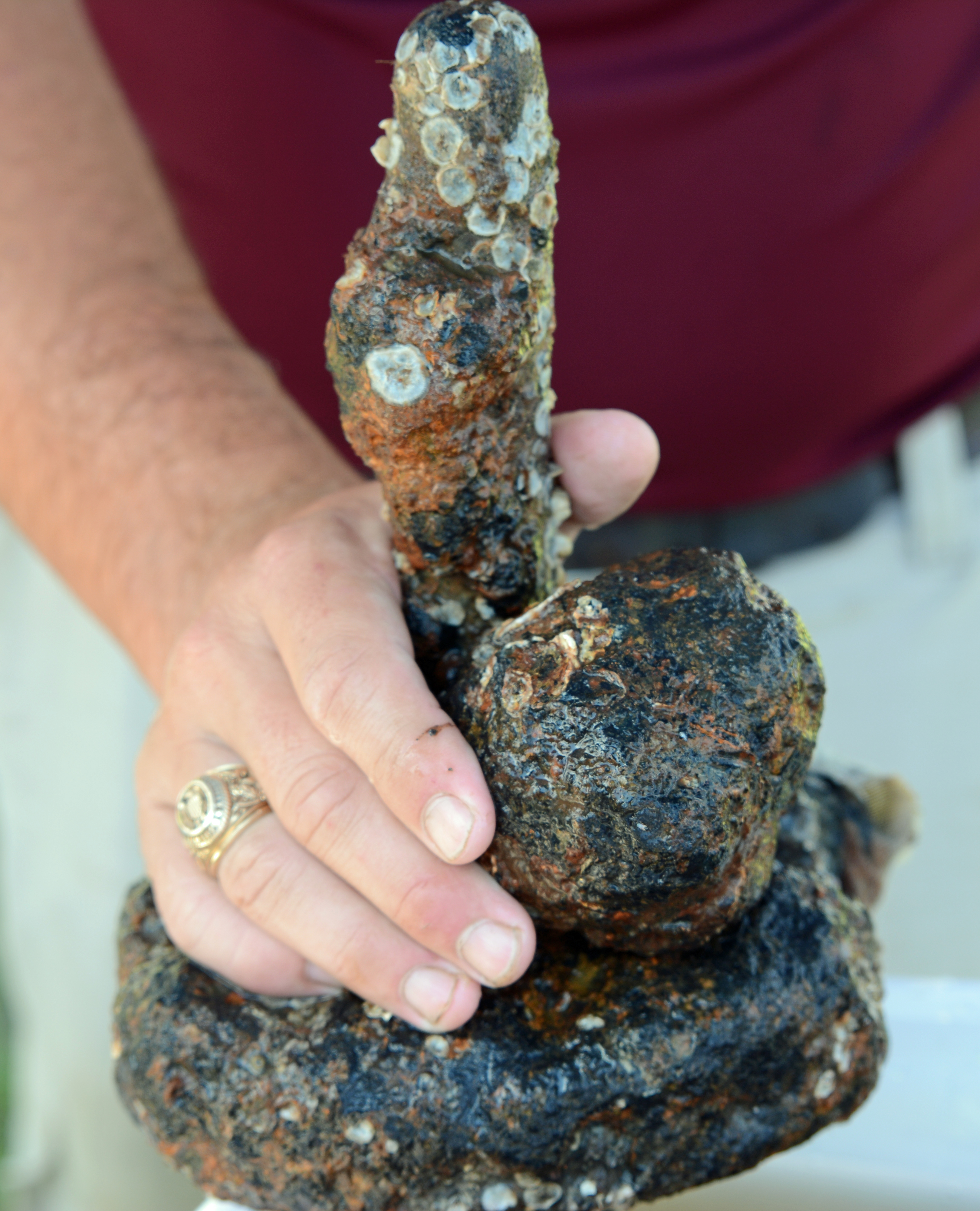
Невелике ядро і утримувач картечі знайдені на кораблі CSS Georgia у 2015
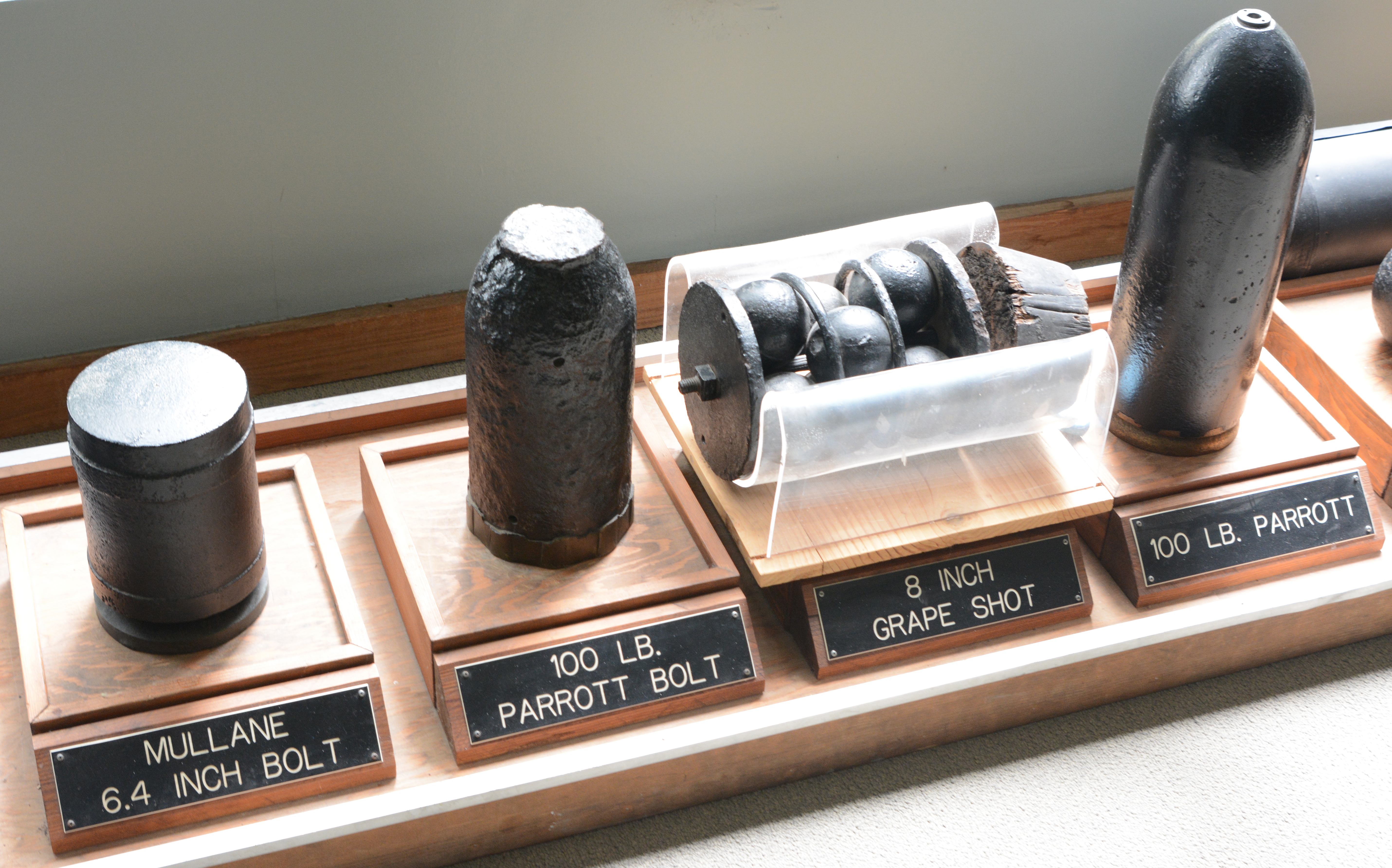
Боєприпаси у форті МакАллістер. Експозиція зарядів великої картечі